# Yves Rocher
Pour les articles homonymes, voir Yves Rocher (homonymie).
Yves Rocher, né le 7 avril 1930 à La Gacilly dans le Morbihan et mort le 26 décembre 2009 à Paris 10e, est un entrepreneur et homme politique français.
Il crée en 1959 l'entreprise de cosmétiques Yves Rocher. Il s'engage en politique et est élu maire de La Gacilly de 1962 à 2008, conseiller général du Morbihan de 1982 à 2001 et conseiller régional de Bretagne de 1992 à 1998.

## Biographie

### Enfance

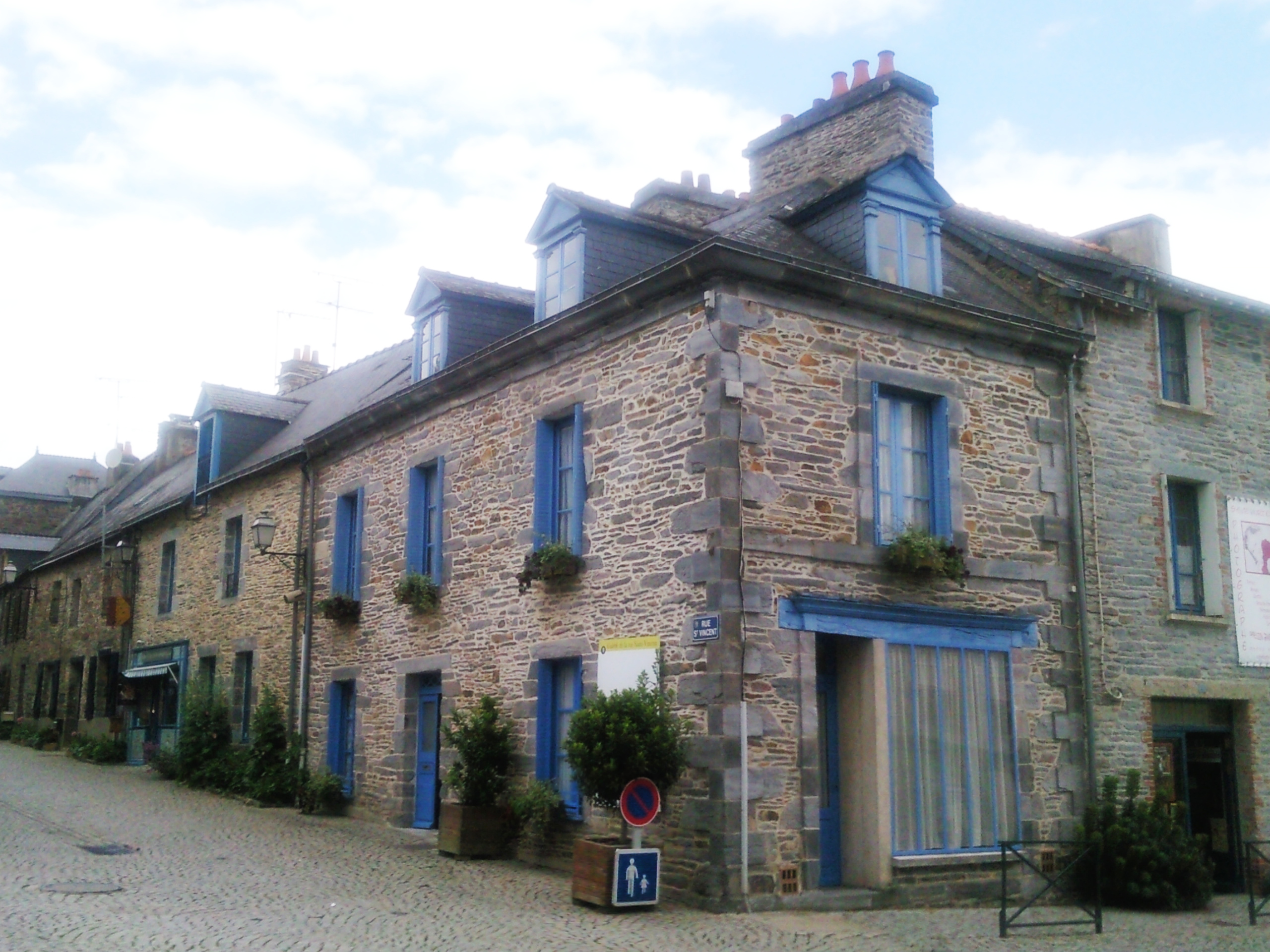
Maison natale d'Yves Rocher à La Gacilly.

Yves Rocher naît le 7 avril 1930 et grandit dans le village de La Gacilly, en Bretagne. Il passe son enfance aux côtés de son père Joseph, chapelier teinturier,. Il entre au lycée Saint-Sauveur à Redon et y obtient son certificat d'étude. Il se passionne pour les plantes, avec son cousin et parrain, Joseph-Pierre Ricaud, médecin, qui lui fait découvrir leurs vertus médicinales.

### Années 1950-1960
Son père meurt alors qu'il a 14 ans. Yves Rocher aide alors sa mère dans l’exploitation du commerce familial d’articles textiles.
Yves Rocher déclare avoir créé son laboratoire pour produire une pommade à base de ficaire dont la formule lui a été donnée par une guérisseuse. Il installe son laboratoire dans le grenier familial en 1958.
Il construit une première usine, contre l'avis du maire en place, en 1959.
Il a plusieurs procès pour exercice illégal de pharmacie. Peu après, il s'associe avec un pharmacien et se lance dans la fabrication artisanale de crèmes, onguents et tisanes.
Dans les années 1950, Yves Rocher installe ses usines à La Gacilly, « située en dehors des grands courants d'échanges régionaux » et en déclin démographique.  Cela permet de redynamiser économiquement la commune.
Il crée en 1959 son entreprise de produits cosmétiques. Elle confectionne et vend des produits de beauté et de soins comme des lotions, des savons, etc., juridiquement moins sensibles que la préparation initiale,. « L'image de la firme et de ses produits est très tôt associée à celle de la nature et des plantes ». Son choix est de maintenir les prix bas, et de continuer à vendre ses produits hors pharmacie.
Yves Rocher s’engage en politique, en promettant à ses électeurs emplois et développement économique, qu'il met en place avec son entreprise. Son activité d'entrepreneur lui apporte une légitimité politique : en 1962, il devient maire de La Gacilly.
Entre 1962 et 2008, Yves Rocher est maire de La Gacilly,. Il est sous l'étiquette divers droite. Il aménage la ville pour devenir plus touristique. La municipalité fait venir des artisans, installe des fleurs et crée des attractions touristiques, comme le musée végétal de la Fondation Yves Rocher, un jardin botanique comprenant une collection d'armoises et de sauges, un végétarium ou encore le lancement d'un festival photographique.
| 1959 | 1969 | 1984 | années 1990  |
| ---- | ---- | ---- | ------------ |
| 30   | 334  | 1200 | environ 1800 |

En 1969, l'entreprise ouvre son premier magasin, développe différentes marques, réutilisant pour les dénommer des patronymes familiaux (Jouvance, Ricaud) puis ouvre des succursales à l'étranger. La population de La Gacilly double entre les années 1960 et 1990, et l'entreprise compte 1800 employés en 1991. 

### Années 1970-1990
En 1977, le mensuel Armor Magazine désigne Yves Rocher « Breton de l'année ».
En 1982, il devient conseiller général du canton de La Gacilly, et implante deux usines dans les communes Les Fougerêts et Saint-Martin-sur-Oust, situées dans le canton. La même année, Yves Rocher fonde la société Françoise Saget, qui vend des produits textiles comme du linge de maison.
En 1989, il est en conflit avec Banexi, banque d'affaires de la Banque Nationale de Paris, à propos du rachat de la marque Petit Bateau,,. 
En 1992, il se présente aux élections régionales. Son programme est « Des emplois pour la Bretagne centrale ». Pour Marie-France Turcotte et Anne Salmon, « le projet politique devient régional ». L'entreprise Yves Rocher s'implante dans les communes du Morbihan et d'Ille-et-Vilaine : Questembert, Ploërmel, Rieux, Sixt-sur-Aff, Guillac, Maure-de-Bretagne, Janzé et Saint-Marcel. 
Ses trois enfants travaillent au sein du groupe Rocher. Yves Rocher confie la présidence de la société qu’il a créée à son fils aîné Didier en 1992 pour s'occuper, lui, du développement économique régional avec l'association Agir pour l'emploi dans le Morbihan. Daniel crée la marque Daniel Jouvance et Jacques suit les questions environnementales. Mais Yves Rocher doit revenir à la tête de son groupe à la suite de la mort accidentelle de son fils Didier, en 1994. 
Parallèlement à ses activités professionnelles, Yves Rocher poursuit sa carrière politique. Il est élu conseiller général du Morbihan pour le canton de La Gacilly, de 1982 à 2001, puis conseiller régional de Bretagne de 1992 à 1998, élu sur une liste Bouger le Morbihan.
Son cumul des fonctions publiques et privées, étant élu et dans le même temps principal acteur économique du territoire qu'il représente, lui vaut des critiques,. Le mélange de ses fonctions d'industriel et d'homme politique est au cœur de sa stratégie tout au long de sa carrière.
En 2002, il est récompensé par un ordre de l'Hermine.
Yves Rocher est promu commandeur de la Légion d'honneur en janvier 2008.

### Mort
Yves Rocher meurt le 26 décembre 2009 à l'hôpital Lariboisière de Paris, d'un accident vasculaire cérébral. Ses obsèques religieuses ont lieu à La Gacilly le 30 décembre 2009 et est inhumé dans le cimetière du village.

## Postérité
Son petit-fils Bris est nommé directeur général du groupe en 2006, et hérite de la présidence de l’entreprise familiale à sa mort en 2009.

## Publications
- 1976, Cent plantes - mille usages, Hachette  (ISBN 978-2010033865), 320 pages.
- 1977, Mieux vivre par les plantes, Hachette.